# Värsås-Varola-Vretens församling
Värsås-Varola-Vretens församling är en församling i Billings kontrakt i Skara stift. Församlingen ligger i Skövde kommun i Västra Götalands län och ingår i Värsås pastorat. 

## Administrativ historik
Församlingen bildades 2010 genom sammanslagning av Värsås församling, Varola församling och Vretens församling är sedan dess moderförsamling i Värsås pastorat där även Sventorp-Forsby församling ingår.

## Kyrkor
- Vretens kyrka
- Edåsa kyrka
- Varola kyrka
- Värsås kyrka